# Klosterfelde (Wandlitz)
Klosterfelde ist ein Ortsteil der Gemeinde Wandlitz, der erstmals im 13. Jahrhundert urkundlich erwähnt wurde. Die Gemeinde gehört zum Landkreis Barnim im Bundesland Brandenburg. Bis zum Jahr 2003 war Klosterfelde eine selbstständige Gemeinde innerhalb des Amtes Wandlitz. Im Wandlitzer Ortsteil Klosterfelde leben auf 17,36 km² 3311 Einwohner, das entspricht einer Bevölkerungsdichte von 191 Einwohnern je km².

## Geografische Lage

### Übersicht
Klosterfelde befindet sich auf dem nordwestlichen Teil der Barnim-Hochfläche, im sogenannten Niederbarnim. Der höchste Punkt mit 64,7 Meter über Normalhöhennull (NHN) liegt in der Nähe der östlichen Ortsteilgrenze zu Prenden am Ostrand der Seeger-Siedlung. Mit 39 Meter über NHN ist die Fläche des Großen Lottschesees an der Nordgrenze der niedrigste Punkt des Ortes. Die Höhe der Ortsmitte an der Kirche beträgt 49 Meter über NHN.

### Nachbarorte
Klosterfelde liegt etwa 16 Kilometer nördlich der Berliner Stadtgrenze direkt an der ehemaligen Bundesstraße 109, heute L100, entlang der Chaussee Richtung Prenzlau und der Regionalbahnlinie RB 27, auch Heidekrautbahn genannt. Nördlich grenzt Klosterfelde an den Ortsteil Kreuzbruch der Stadt Liebenwalde, die zum Landkreis Oberhavel gehört. Östlich schließt sich Prenden, westlich Stolzenhagen und südlich der Ortsteil Wandlitz an, allesamt Ortsteile der Großgemeinde Wandlitz.

### Ortsteilgliederung
Neben dem Hauptort, dem in Nord-Süd-Richtung angelegten Straßendorf des alten Ortskerns mit der unmittelbar angrenzenden Bahnhofssiedlung im Osten und der Rückersiedlung im Norden, gibt es fünf Siedlungsgebiete außerhalb dieser geschlossenen Bebauung. Dabei handelt es sich um die Seegersiedlung im Osten, die Heyert- und die Paradiessiedlung im Süden Richtung Wandlitz, Marienwalde im Nordwesten und die Siedlung am Lottschesee im Norden.

### Naturraum
Der Ort Klosterfelde liegt innerhalb eines der Brandenburger Großschutzgebiete, dem Naturpark Barnim, und ist von mehreren Seen, dem Stolzenhagener-, dem Wandlitz- und dem Liepnitzsee, umgeben. Einziger zum Ortsteilgebiet gehörender See ist der Große Lottschesee nördlich des Ortskerns. Außerdem hat Klosterfelde Anteil am Westufer des angrenzenden Kleinen Lottschesees. Weitere Wasserflächen sind einige Gräben innerhalb des Ortsgebietes und zwei Becken eines ehemaligen Torfstichs Richtung Lottschesee. Der östliche Teil des Torfstichs ist inzwischen Naturschutzgebiet.
Die Waldfläche des Ortes ist sehr unterschiedlich verteilt. Östlich der Bahnlinie der Heidekrautbahn befindet sich ein geschlossenes Waldgebiet, das bis Prenden, Lanke und zum Liepnitzsee reicht. Westlich der Ortsbebauung schließt fast ausschließlich landwirtschaftliche Nutzfläche an. Im Norden bildet die Waldgrenze gleichzeitig die Kreisgrenze zum Landkreis Oberhavel.

## Geschichte

### Vom 13. bis zum 19. Jahrhundert
Der Ort wurde das erste Mal 1240 erwähnt als Closterveld und war bis 1242 in landesherrschaftlichem Besitz, danach ging Closterveld an das Kloster Lehnin. Damals erkaufte sich das Kloster Lehnin vom Landesvater für 312 Mark Silber mehrere Dörfer, darunter Arnesee (Arendsee), Tribnisdorf mit dem Lozilitz See (Lottsche See), Bredewisch, Wandelitz (Wandlitz) und halb Stolzenhagen von Johann I und Otto II.

### 20. Jahrhundert
1931 ging von Klosterfelde ein Holzarbeiterstreik aus, der weite Teile der Region erfasste, und an den ein Denkmal im Ort erinnert.
Im Wald nordwestlich von Klosterfelde befand sich nach 1955 bis 1990 die Fla-Raketenabteilung 4123 der NVA. Von den Anlagen sind nur noch Ruinen zu sehen (Stand 2015).
Am 31. Dezember 1982 kam es zu einem Vorfall, als der Ofensetzer Paul Eßling in die Wagenkolonne vom DDR-Staatschef Erich Honecker eindrang. Eßling beging nach einem Schuss auf Honeckers Begleitmannschaft nach offiziellen Angaben Suizid.

### 21. Jahrhundert

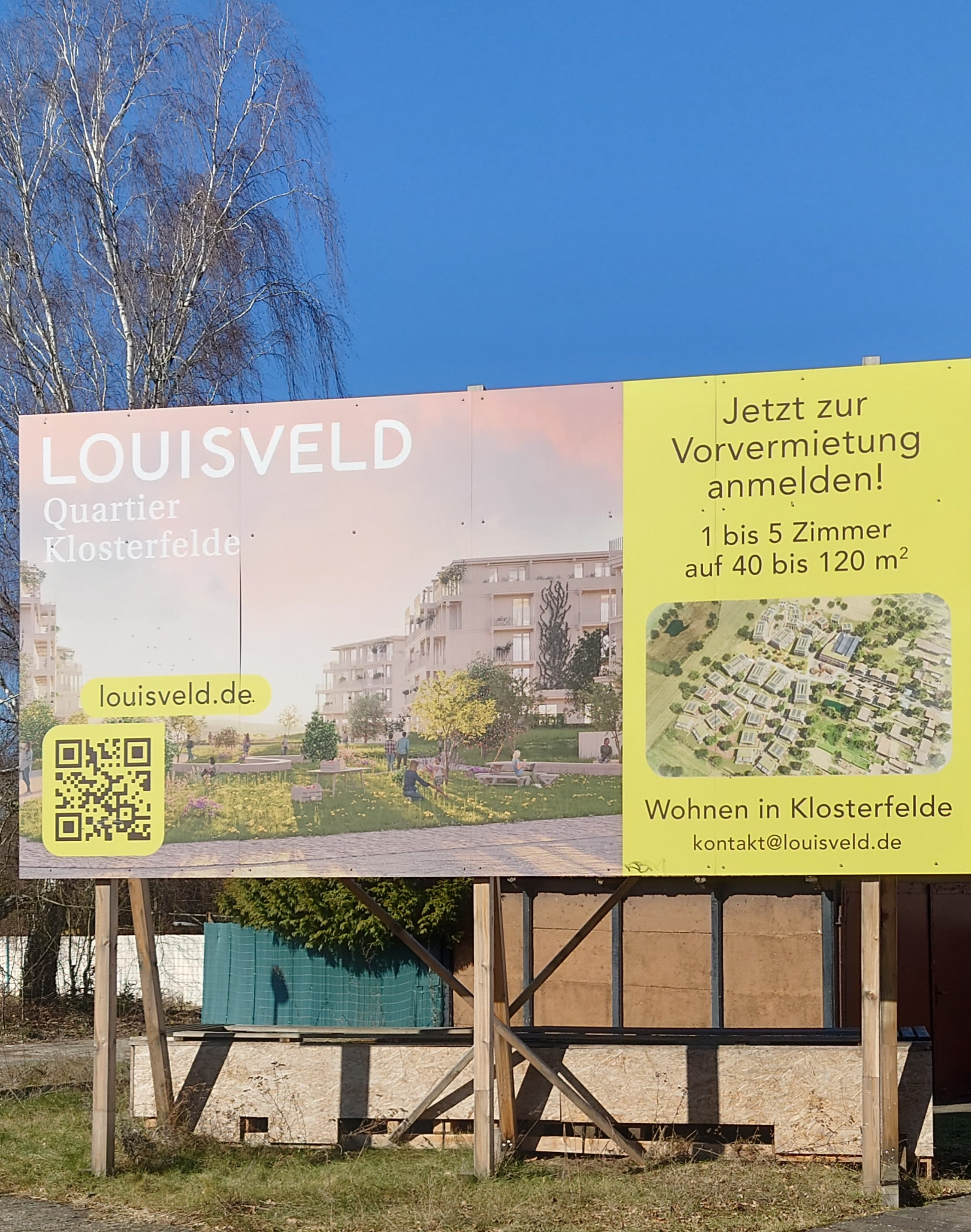
Bauschild zum Quartier Louisveld, März 2025

Klosterfelde war bis zum 25. Oktober 2003 eine selbstständige Gemeinde. Per Landesgesetz erfolgte eine Eingemeindung in die aus den Gemeinden des Amtes Wandlitz neu gebildete Großgemeinde Wandlitz. Eine Verfassungsbeschwerde aller amtsangehörigen Gemeinden gegen die kommunale Neugliederung wurde am 16. Juni 2005 zurückgewiesen.
In den 2020er Jahren entsteht in Klosterfelde das Quartier Louisveld. Das sind acht größere und mehrstöckige Wohnmiethäuser, alle mit Solarzellen versehen. Außerdem gruppiert sich darum herum eine Kleinhaussiedlung mit mehr als 20 Einfamilienhäusern. Die Anordnung der Gebäude orientiert sich an früheren Dorfangern mit vier kleinen ovalen Parks dazwischen.

## Bevölkerungsentwicklung
| Jahr      | 1990  | 1992  | 1994  | 1996  | 1998  | 2000  | 2001  | 2002  | 2003  | 2004  | 2005  | 2006  | 2007  | 2008  | 2009  | 2010  | 2011  | 2012  | 2019  |
| --------- | ----- | ----- | ----- | ----- | ----- | ----- | ----- | ----- | ----- | ----- | ----- | ----- | ----- | ----- | ----- | ----- | ----- | ----- | ----- |
| Einwohner | 2.966 | 3.000 | 2.973 | 2.913 | 2.947 | 3.118 | 3.143 | 3.100 | 3.136 | 3.137 | 3.174 | 3.168 | 3.155 | 3.162 | 3.180 | 3.171 | 3.181 | 3.190 | 3.311 |

## Politik

### Ortsbeirat
Am 25. Mai 2014 fanden die letzten Kommunalwahlen statt.

#### 2024
| Partei / Wahlbewerber | Stimmenanteil (Prozent) | Sitze |
| --------------------- | ----------------------- | ----- |
| Bündnis Klosterfelde  | 43,8                    | 4     |
| AfD                   | 18,2                    | 1     |
| F.Bg.W.               | 9,5                     | 1     |
| CDU                   | 11,5                    | 1     |
| Die Linke             | 6,9                     | 1     |

#### 2014
| Partei / Wahlbewerber             | Stimmenanteil (Prozent) | Sitze |
| --------------------------------- | ----------------------- | ----- |
| Freie Bürgergemeinschaft Wandlitz | 39,5                    | 4     |
| SPD                               | 28,4                    | 3     |
| CDU                               | 13,5                    | 1     |
| Die Linke                         | 11,9                    | 1     |

Die Kommunalwahl fand am 25. Mai 2014 mit einer Wahlbeteiligung von 46,9 Prozent der wahlberechtigten Einwohner statt. Der Ortsbeirat besteht aus neun Personen. Die Tabelle zeigt die Ergebnisse dieser Wahl.
Der Ortsbeirat hat beratende Funktion für die Gemeindevertretung von Wandlitz bezüglich der Entscheidungen des Gremiums, die den Ortsteil Lanke betreffen. Einige der Vertreter des Ortsbeirates sind gleichzeitig Gemeindevertreter.

### Ortsvorsteher, früher Bürgermeister
Das frühere Amt des Bürgermeisters wird seit der Fusion mit Wandlitz von einem Ortsvorsteher, zunächst auch Ortsteilbürgermeister genannt, wahrgenommen. Am 13. Oktober 2008 wurde Klaus Pawlowski (damals Wählervereinigung Klosterfelder Bürgerkreis e. V.) in dieses Amt gewählt und bei der Kommunalwahl 2014 darin bestätigt. Zum 31. Dezember 2018 legte Pawlowski sein Amt aus gesundheitlichen Gründen nieder. Zum Nachfolger mit Amtsantritt Mitte Februar 2019 wählte der Ortsbeirat den Rechtsanwalt Rico Brauer aus der Gruppe der Freien Bürgergemeinschaft Wandlitz.

## Kultur und Sehenswürdigkeiten (Auswahl)

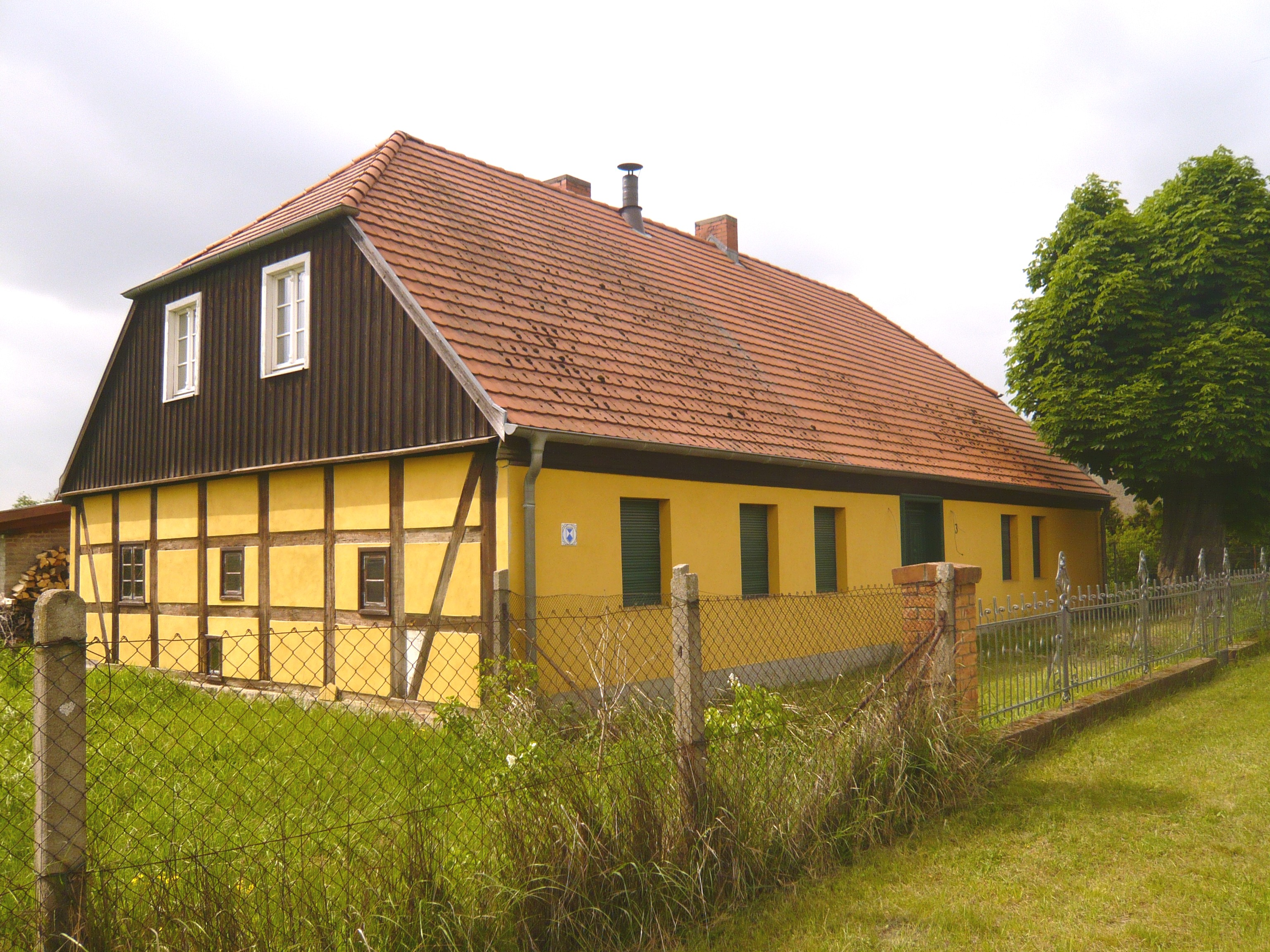
Baudenkmal in der Hauptstraße

### Bau- und Bodendenkmale
Jedes der Wandlitzer Ortsteile besitzt Baudenkmale, auch sind einige Bodendenkmale entdeckt worden, die allesamt in der Brandenburgischen Denkmalliste aufgeführt sind.
→ Übersicht: Liste der Baudenkmale in Klosterfelde

### Kirche

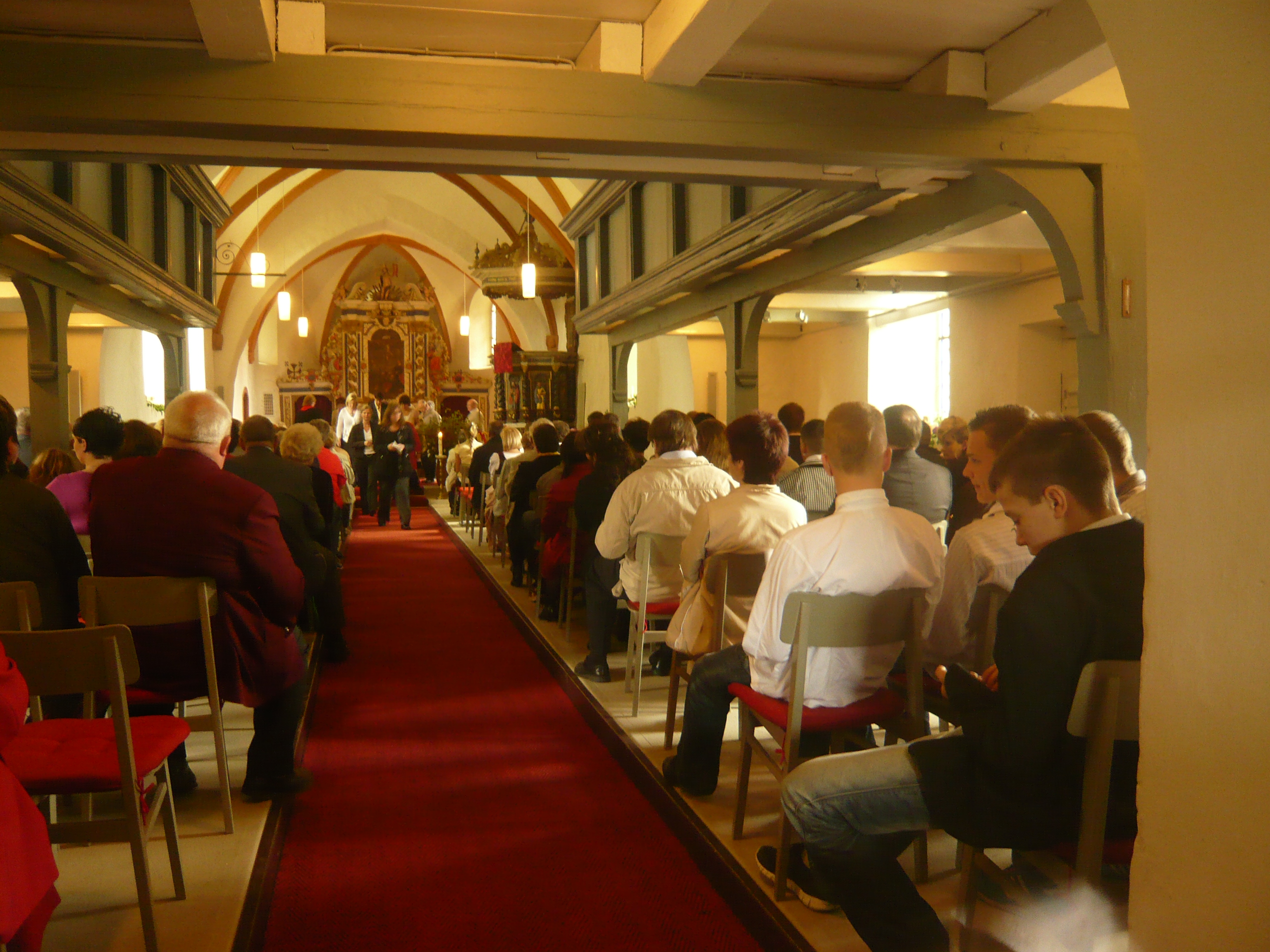
Kirchenschiff bei einer Messe

Die evangelische Kirche Klosterfelde wurde im 13. Jahrhundert als Feldsteinbau errichtet. Im 15. und 18. Jahrhundert wurde sie mehrfach umgebaut und vergrößert, vor allem erhielt sie im Jahr 1742 einen zweigeschossigen haubenbekrönten Glockenturm auf der Westseite. In den Jahren 2002 bis 2010 konnte mit aktiver Unterstützung des Fördervereins Dorfkirche Klosterfelde e. V. und zahlreicher Sponsoren eine große Sanierung der Kirche vorgenommen werden: der Dachstuhl wurde gereinigt, das Dach neu gedeckt, die Turmhaube erneuert und eine neue Wetterfahne aufgebracht. Die im Frühjahr 2004 feierlich wieder aufgesetzte Turmkugel erhielt aktuelle Zeitzeugnisse und eine Vergoldung. Im Inneren erhielt die Apsis frischen Putz, die Ausmalung wurde erneuert, alle Bleiglasfenster nach alten Vorbildern neu gestaltet, und schließlich wurde eine umfassende Restaurierung des Altars und der Kanzel vorgenommen.
Die verschiedenen Gebäudeteile sind im Inneren mit Spitzbögen voneinander getrennt. Kreuzrippengewölbe überspannen Chorraum und Apsis, während das Kirchenschiff mit einer Stuckdecke versehen ist. Der Altar von 1719, die Kanzel aus dem Jahr 1690 sowie eine dreibeinige Taufe (diese aus einer anderen Kirche) sind Holzschnitzarbeiten. Auf der das Kirchenschiff hufeisenförmig umziehenden Empore steht die um 1884 gefertigte Orgel des Wittstocker Orgelbauers Friedrich Hermann Lütkemüller.

### Denkmale
An der Hauptstraße stehen drei Kriegerdenkmale. Sie ehren die Toten des Jahres 1813, die gefallenen Klosterfelder des Ersten und des Zweiten Weltkriegs und in einer gesonderten Grünanlage die im Zweiten Weltkrieg im Kampf gefallenen Soldaten der Roten Armee. Anlässlich der 750-Jahr-Feier von Klosterfelde ließ die Gemeinde einen Gedenkstein aufstellen.
Ein weiteres Denkmal in der Hauptstraße, welches an den Klosterfelder Holzarbeiterstreik von 1931 erinnert, wurde von Herdegen Fehlhaber (1931–2023) aus Frankfurt/Oder geschaffen. Es trägt die Inschrift: „Gesetzt als Zeichen des Gedenkens an die Kämpfer der Arbeiterklasse um politische und soziale Befreiung.“

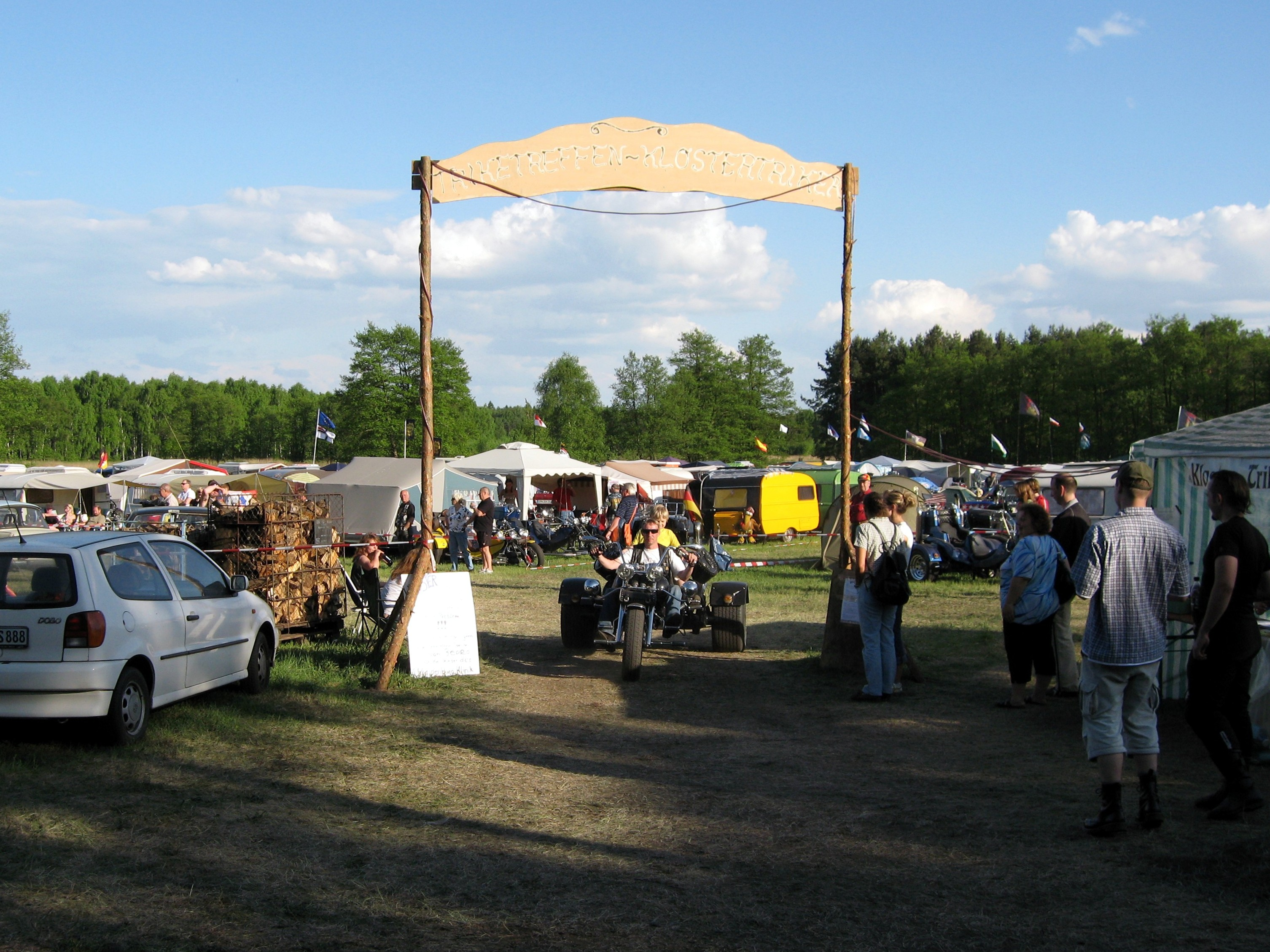
Triketreffen (Mai 2008)

### Regelmäßige Veranstaltungen
Seit 2002 gibt es jedes zweite Jahr zu Pfingsten das privat organisierte Triker-Treffen am Rande von Klosterfelde neben dem Sportplatz. Dazu reisen mehr als 100 Triker aus Deutschland und den Nachbarländern an. Mehrere Tausend Menschen besuchen die dreitägige Schau.
Dazu kommen regionale Veranstaltungen wie ein Vereins- und Dorffest (das im Jahr 2022 unter dem Motto 780-Jahr-Feier von Klosterfelde stand), Dorftalk, ein Kürbisfest oder Sommerfeste der Freiwilligen Feuerwehr.
Die bundesweite Initiative Offene Gärten und Höfe hat sich im 21. Jahrhundert auch in Klosterfelde etabliert, jährlich an einem Sommerwochenende öffnen Gartenbesitzer ihr grünes Refugium für Besucher.

### Museum (aufgelöst)
Das privat betriebene Internationale Artistenmuseum, Liebenwalder Damm 2, bot Informationen zu Artistik, Attraktionen von Volksfesten, Kabarett, Magie, Unterhaltungsmusik und Tanz in Bild und Wort, oft auch gegenständlich. Es wurde 1997 eröffnet und im Jahr 2000 mit dem Barnimer Kulturpreis ausgezeichnet.
Wegen des Todes des Gründers, Roland Weise, musste diese Einrichtung im Sommer 2013 vorübergehend geschlossen werden. Gemeinderat, Förderverein und das Kulturministerium Brandenburgs suchten zwar nach Lösungen, fanden jedoch keine. So wurde das Inventar an Trödler verkauft und die Räume leer geräumt. Das Museum ist nun selbst Geschichte.

## Wirtschaft und Infrastruktur

### Verkehr
Durch den Ort verläuft die L 100 zwischen den Ortsteilen Wandlitz und Zerpenschleuse, die erst nach dem Jahr 2000 als Teilstück aus der ehemaligen Bundesstraße 109 herausgelöst wurde. – Die nächstgrößere Stadt Bernau ist von Klosterfelde aus per Linienbus über Wandlitz und über die Regionalbahn über Berlin (Karow) erreichbar. Zur Verbesserung der Infrastruktur wurden in den Jahren 2007/2008 die großen Straßen Bahnhofstraße und Lange Gasse ausgebaut und es entstanden Rad- und Gehwege oder die vorhandenen wurden verbessert.
Die Heidekrautbahn, befahren als Regionalbahnlinie 27 von der Niederbarnimer Eisenbahn, bietet seit ihrer Einweihung im Jahr 1901 südwärts eine Direktverbindung nach Berlin (Berlin-Wilhelmsruh bis 1961; Blankenfelde bis 1983; danach Berlin-Karow) oder nordwärts nach Groß Schönebeck am Rand der Schorfheide.
Dazu erhielt der Ort einen der typischen Bahnhofsbauten: ein unverputztes zweistöckiges Backstein-Empfangsgebäude mit angebautem langgestrecktem Güterschuppen. Kurz nach der Wende waren auf dieser Strecke Doppelstock-Zuggarnituren im Einsatz und auch an diesem Bahnhof zu sehen.

### Ansässige Unternehmen (Auswahl)
Hier ist die ehemalige Klosterfelder Küchenmöbelfabrik zu nennen, die im Jahr 1927 aus der von Louis Bergemann 1852 gegründeten einfachen Tischlerei hervorging. Zu DDR-Zeiten wurden die Fabrikanten enteignet und der Betrieb in den VEB Holzverarbeitungswerk Klosterfelde umgewandelt. Ihre Küchenmöbel lieferte er in alle Bezirke und teilweise auch in das sozialistische Ausland. Im Jahr 1990 konnte die Fabrik reprivatisiert werden und existierte als Klosterfelder Küchen GmbH weiter fort.
Darüber hinaus sind die von Familie Trautmann in historischer Tradition betriebene Klosterfelder Senf-Manufaktur mit 39 Sorten Mostrich ebenso erwähnenswert, wie der Holzmarkt Koehn (u. a. Lieferant für das Häuschen des Sommer-Theaters im Berliner Monbijoupark). Handwerker, Dienstleister, Lebensmittelverkaufseinrichtungen, ein Baumarkt oder eine Firma, die sich auf die Errichtung von Holzblockhäusern spezialisiert hat, gehören zu den Wirtschaftsunternehmen des Ortes in den 2020er Jahren.

### Energieversorgung
Hier wurde gleich nach der Wende das Biomasseheizkraftwerk in Betrieb genommen, das als Filiale der ESP-GEKO GmbH aus dem in der DDR-Zeit vorhandenen Heizwerk aufgebaut wurde und zwischen 1996 und den beginnenden 2010er Jahren Strom und Wärme aus Biomasse generierte. Die erzeugte Leistung betrug zwischen 10 und 16 MW thermisch und 1,6 MW elektrisch. Ab 2002 betrieb die Firma Vattenfall Europe das Kraftwerk, inzwischen gehört die Anlage der BPK Biopower Klosterfelde.
Anfang der 2010er Jahre prüfte der Verein Wandlitz erneuerbar die Option, die Energieversorgung des Ortes Klosterfelde langfristig in Richtung eines Bioenergiedorfs umzugestalten. Ein Ergebnis ist bisher nicht bekannt geworden (Stand Sommer 2017).
Am westlichen Ortseingangsbereich in Richtung Stolzenhagen steht (Stand 2025) ein Windenergiepark des Unternehmens Windpark Klosterfelde GmbH & Co. KG mit einer installierten Nennleistung von mindestens 11,9 kW.
Seit 2010 betreibt die BPK Solarpark Klosterfelde GmbH den Solarpark Klosterfelde mit 24.500 Einzelmodulen und einer Bruttoleistung von 4.266 kWp.

### Bildung und Gesundheit
Die Bildung beginnt bereits im Vorschulalter, deshalb gibt es in Klosterfelde eine von der AWO unterhaltene Kita und die Gemeinde errichtete in Eigenleistung eine neue entsprechende kommunale Einrichtung: Kita Spatzennnest.
In Klosterfelde gibt es eine Grund- und eine Oberschule. Die Schule in der Ernst-Thälmann-Straße wurde am 21. November 1960 als Hauptschule in Betrieb genommen. Damals gab es im Ort rund 400 Schülerinnen und Schüler.
Das Gebäude wurde nach der Wende in eine Grundschule verwandelt. Sie hatte am Ende des Schuljahres 2007/2008 acht Klassen mit 171 Schülern der Klassenstufen 1 bis 6. Das entspricht einer Klassenfrequenz von 21 Schülern pro Klasse. Diese Grundschule gewann bei der Aktion Drei Länder – ein Ziel: Wir helfen syrischen Flüchtlingskindern, die als UNICEF-Junior-Botschafter-Wettbewerb im Jahr 2014 stattfand, zusammen mit der Comenius-Partnerschule (CEIP GIL Lopez) aus Spanien und einer weiteren Partnerschule aus der Türkei (Özel Sivas Final Ortaokuli) den 3. Hauptpreis. An dieser humanitären Veranstaltung beteiligten sich mehr als 8700 Kinder und Jugendliche aus 63 Schulen, 21 Gruppen und 13 Vereinen in über 100 Projekten aus ganz Deutschland – unter anderem sammelten sie Spenden für Hilfsprogramme, veranstalteten Benefiz-Basare und -Theateraufführungen, machten öffentlich auf Missstände von Kinderrechten in Syrien und anderen Ländern aufmerksam. Vertreter von Unicef nahmen die Preisverleihung in der Frankfurter Paulskirche am 30. Juni 2014 vor, Pädagogen aus Klosterfelde waren selbstverständlich anwesend.
Die Oberschule, Klassenstufen 7 bis 10, hatte im Jahr 2008 232 Schüler in zehn Klassen, bei einer Klassenfrequenz von 23 Schülern pro Klasse. Als Besonderheit gibt es in der Klosterfelder Oberschule seit 2019 das Unterrichtsfach Feuerwehrkunde mit zwei Schulstunden wöchentlich für die Klassenstufen neun und zehn. Lehrer und praktische Ausbilder sind die Wehrführer Marcus Funk aus Basdorf sowie Alexander Engel und Alexander König. Das Interesse der Schüler an dem neuen Fach ist groß, im Schuljahr 2019/2020 beteiligen sich 16 Jugendliche, davon 13 Schüler und 3 Schülerinnen. Dieser Unterricht, dessen Lehrplan das Bildungsministerium genehmigt hatte., wurde zuerst in Angermünde eingeführt.
Für alle Schulen wurde im Zeitraum 2007/2008 eine neue Außensportanlage errichtet, die die Gemeinde mit 170.000 Euro finanziert hatte.
Im Ort Klosterfelde sind fünf Ärzte ansässig: zwei Allgemeinmediziner, eine Zahnärztin, ein Frauenarzt sowie eine Veterinärmedizinerin. Des Weiteren gibt es hier eine Apotheke. (Stand: Juli 2010)

### Vereine und Körperschaften (Auswahl)

#### Aktiv
Außer dem SG Union enthält das Vereinsregister weitere 17 Einrichtungen in Klosterfelde (Stand 2024): 
- 1904: Gründung der Schützengilde von 1904 Klosterfelde
- 1908: Gründung des Imkervereins Klosterfelde[34]
- 1909, 9. Sept.: Gründung des Fußballvereins SG Union Klosterfelde in der Gaststätte Schiele; die Mannschaft spielte in der Berliner Kreisliga. – 1949 Wiedergründung des Fußballvereins als BSG Aufbau Klosterfelde. Folgende Sportarten kamen später hinzu: Turnen, Gymnastik, Volleyball. − Mitglieder im 21. Jahrhundert rund 180 Personen.[35] Die Sportgemeinschaft unterhielt auch eine Boxgruppe. Nach der Wende erfolgte die Wiederbelebung des historischen Vereinsnamens mit dem Zusatz 1919 e. V.; 2007 gründete sich dazu der Förderverein der SG Union Klosterfelde.[36]
- 1946: Gründung des Kegelsportvereins Klosterfelde
- Volkssolidarität in Brandenburg e. V., Ortsgruppe Klosterfelde
- 1963, 9. Febr.: Gründung des Motorsportclubs Klosterfelde[37]
- nach 1990: Pferde- und Breitensportverein Klosterfelde 
(PBSV Klosterfelde e. V.)[38]
- Sportangelverein Kleine Lottsche[11][39]
- Shukokai Karate e. V. (1994 gegründet)[40]
- Brieftauben-Verein 04702
- 2011: Gospelchor Klosterfelde[41][42]
- Klosterfelder Jagdhornbläser[11]
- Klosterfelder Strickfrauen[11]
- Natur- und Campingfreunde
- Klosterfelder Bürgerkreis (KBK)
- Kleintierzuchtverein Klosterfelde D 138 e. V.
- Förderverein Freiwillige Feuerwehr
- Förderverein der Grund- und Oberschule Klosterfelde

#### Aufgelöst
- Diakonieverein Bernau e. V., Sozialstation Klosterfelde
- Förderverein Dorfkirche Klosterfelde e. V.
- Kloster-Triker (gegr. September 2001, 33 Mitglieder)[43], Trike- und Bikefahrer

## Gastronomie

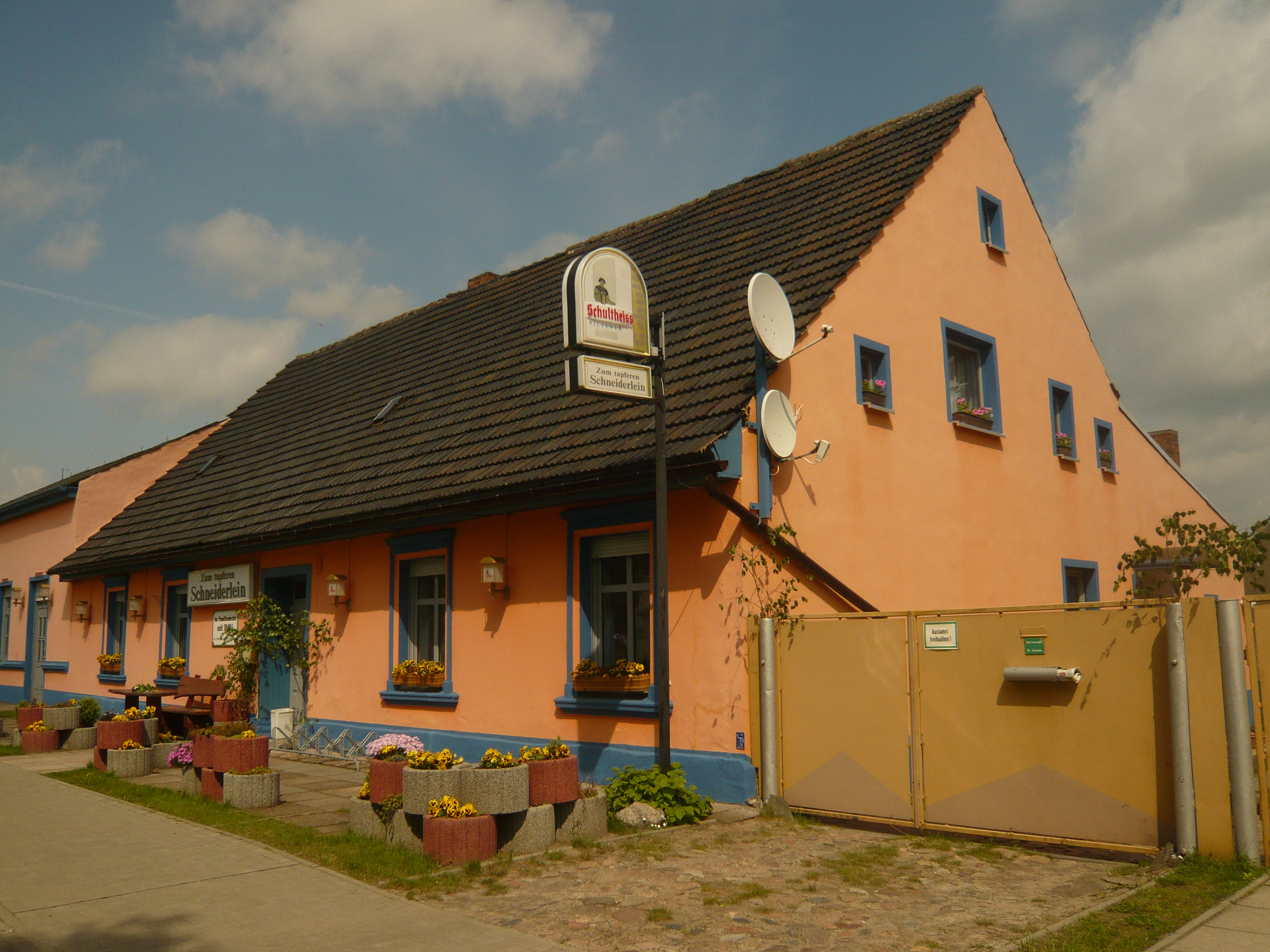
Traditionsgasthaus Zum tapferen Schneiderlein

Klosterfelde hatte in den 1990er Jahren drei Gasthäuser: das seit 200 Jahren im Familienbesitz befindliche Dorfgasthaus, das seinen Namen Zum tapferen Schneiderlein von der Gastwirtsfamilie Schneider herleitet, die Gaststätte und Pension Lindengarten (seit den späten 2010er Jahren dauerhaft geschlossen) und den Gasthof Bergquelle, alle drei in der Klosterfelder Hauptstraße gelegen.

## Persönlichkeiten, die mit Klosterfelde verbunden sind
- Louis Bergemann (1852–1936), Unternehmer, der durch seine Möbelfabrik Klosterfelde weit über seine Grenzen hinaus bekannt machte und einen wichtigen Beitrag zum Aufschwung des Ortes leistete. Sein Grab wurde im Mai 2011 zur Ehrengrabstätte.[45]
- Alfred Hempel (1882–1947), 1928–1947 Pfarrer in Klosterfelde; 
Im Jahr 2011 wurde sein Grab als Ehrengrabstätte ausgewiesen, weil er unter anderem anlässlich der Martin-Luther-Ehrung 1933 im Ort die Luther-Eiche pflanzen ließ.[45]
- Helmut Zitzmann (1923–1957), Mediziner, Leiter des Klosterfelder Landambulatoriums 1955–1957. 
Auf dem Klosterfelder Friedhof befindet sich ein Gedenkstein zu seinen Ehren, beigesetzt ist er in seinem Heimatort Steinach/Thüringen. Der Gedenkstein wurde aufgrund seiner ärztlichen Tätigkeit für den Ort ebenfalls als Ehrengrab gekennzeichnet.[45]
- Claus Ulrich Wiesner (auch C. U. Wiesner) (1933–2016), deutscher Schriftsteller und Drehbuchautor, lebte seit 1989 im Ort.
- Friedrich Wolff (1922–2024), Rechtsanwalt, hatte ein Wohnhaus in Klosterfelde